# Codonanthe caribaea
Codonanthe caribaea là một loài thực vật có hoa trong họ Tai voi. Loài này được Urb. mô tả khoa học đầu tiên năm 1901.